# Hypothyris baana
Hypothyris baana är en fjärilsart som beskrevs av Druce 1876. Hypothyris baana ingår i släktet Hypothyris och familjen praktfjärilar. Inga underarter finns listade i Catalogue of Life.